# Шуазёль-Бопре, Франсуа-Жозеф де
Франсуа-Жозеф де Шуазёль (фр. François-Joseph de Choiseul; ум. 1711), барон де Бопре, называемый графом де Шуазёлем — французский государственный и военный деятель.

## Биография
Сын Луи де Шуазёля, барона де Бопре, и Клер-Анриетты де Молеон-Ла-Бастид.
Обер де Ла-Шене де Буа пишет, что граф участвовал в одной из бомбардировок Алжира (при этом приводя неверную дату), был захвачен в плен и поставлен под огонь французских орудий. Его узнал и спас от смерти алжирский корсар Али. Позднее этого корсара взял в плен корабль, на котором Шуазёль служил мичманом, и он отплатил алжирцу, добившись его освобождения.
21 апреля 1705 произведен в чин капитана корабля. 28 декабря 1707 назначен губернатором колонии Сан-Доминго с заданием устроить быт флибустьеров, согласных отказаться от занятия пиратством. В 1710 году отозван за самоуправство. Отправившись в 1711 году во Францию на транспортном судне, был атакован вражеским кораблем и убит в жестоком абордажном бою. Тело было доставлено в Гавану для погребения. По словам Обера де Ла-Шене де Буа, был 28-м представителем рода Шуазёлей, погибшим на королевской службе.

## Семья
Жена (12.10.1695): Николь де Стенвиль, дочь барона Шарля де Стенвиля, сеньора де Деманж, и Кретьенны де Шуазёль-Бопре, сестра австрийского фельдмаршала графа Этьена де Стенвиля
Дети:
- Франсуа-Жозеф (1696— 27.11.1769), маркиз де Стенвиль. Жена (23.11.1717): Франсуаза Луиза де Бассомпьер (6.01.1795—1758), дочь маркиза Анна-Франсуа-Жака де Бассомпьера и Катрин-Дианы де Бово
- Николь (Клер-Мадлен). Муж: Шарль-Жозеф де Шуазёль-Бопре, называемый бароном де Шуазёлем, пехотный полковник
- Мари-Анна. Муж (1714): Франсуа дю Амель, сеньор де Сен-Реми, Юссон и Норуа, капитан Королевского карабинерного полка